# Chorthippus robustus
Chorthippus robustus är en insektsart som beskrevs av Leo L. Mishchenko 1979. Chorthippus robustus ingår i släktet Chorthippus och familjen gräshoppor. Inga underarter finns listade i Catalogue of Life.